# Загальні вибори 2020 року в Ангільї

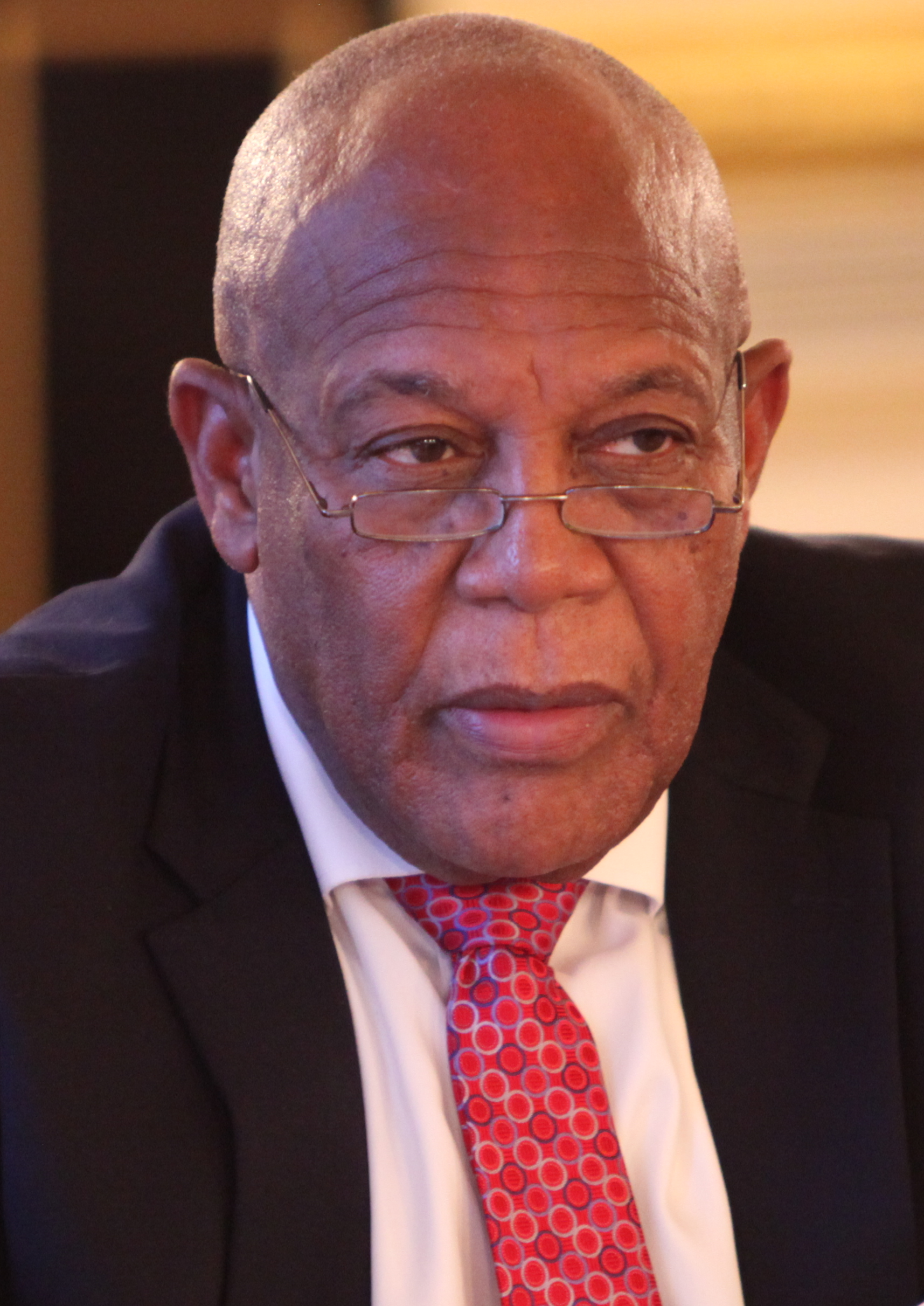
Міністр Ангільї Віктор Бенкс

Загальні вибори 2020 року в Ангільї — планується провести 9 липня 2020 року. Однак через пандемію коронавірусу було прийнято розпорядження Ради, яке дозволило перенести вибори на дату не пізніше 9 вересня.

## Виборча система
11-місцеве приміщення Палати зборів складається з семи членів, обраних у одномандатних округах шляхом голосування бідьшості, і чотирьох членів парламенту, обраних з усього острова, шляхом одного голосу, що не передається. Виборці можуть голосувати лише за одного кандидата , які заміняють чотирьох призначених. Виборцям має бути не менше 18 років, а кандидатам - не менше 21 року.

## Виборча кампанія
Правлячий альянс "Ангільський об'єднаний фронт" (який отримав шість із семи  місць у 2015 році) висунув у листопаді 2019 року повний список з одинадцяти кандидатів. Прогресивний рух Ангільї також висунув одинадцять кандидатів у грудні 2019 року.